# Lulworthiaceae
Lulworthiaceae es una familia de hongos marinos en la clase Sordariomycetes. Las especies de la familia tienen una distribución generalizada en los océanos templados y tropicales, y normalmente se encuentran creciendo en madera sumergida o en algas. En 2000, el análisis molecular de varias especies de Lulworthia y Lindra llevó a la reasignación de su género progenitor al nuevo orden Lulworthiales además de la nueva familia Lulworthiaceae.

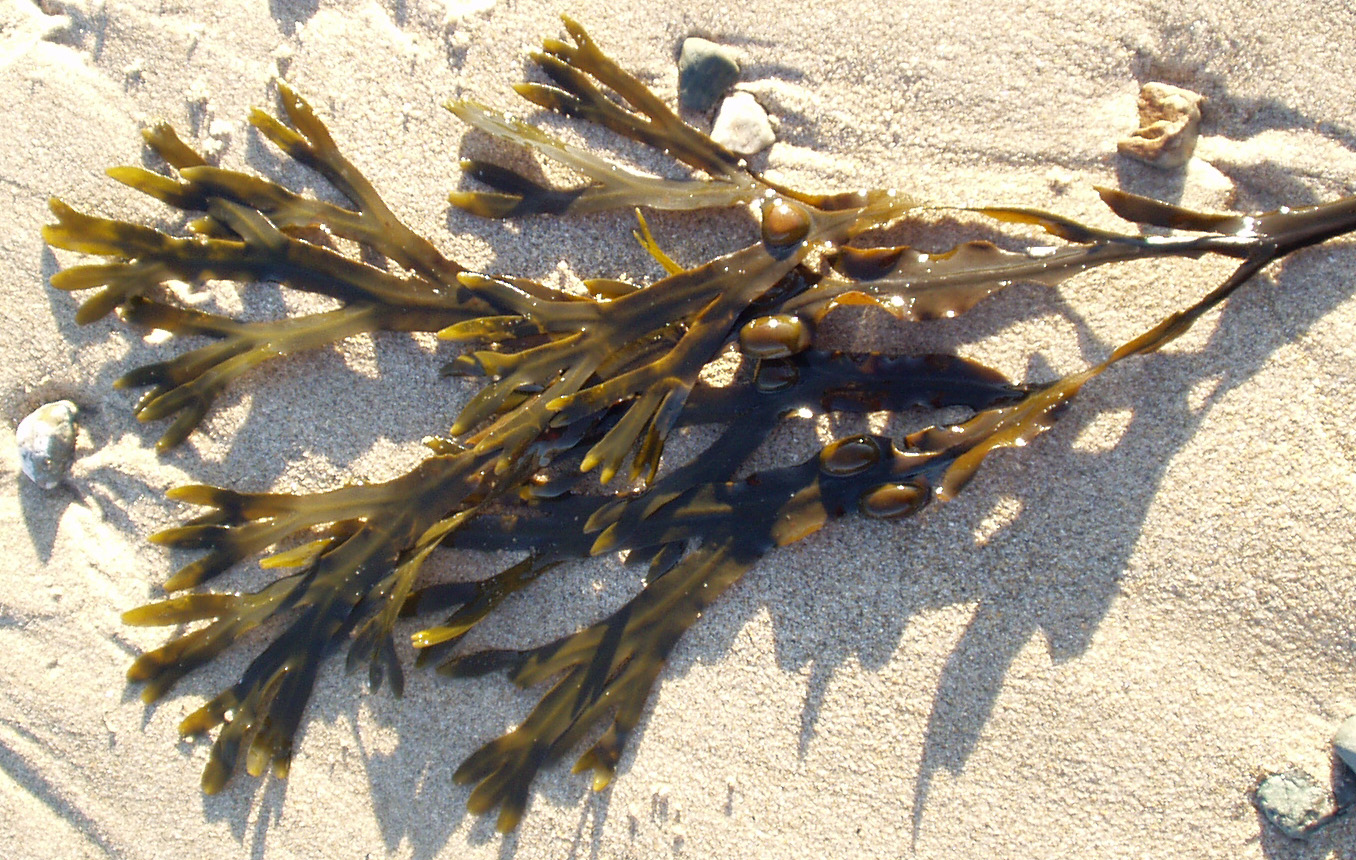
Lulworthia fucicola originalmente hallada en el alga Fucus vesiculosus

## Descripción
El ascomata, de forma aproximadamente esférica a cilíndrica, puede estar incrustada en o sobre el material al que está adherido el cuerpo fructífero. Encima de los ascomatos hay un pequeño proceso redondeado con una abertura (un ostiol) a través del cual se pueden liberar ascoesporas. El ascomata de color marrón a negro puede ser coriáceo de color oscuro y se rompe fácilmente (carbonoso). La estructura interna del ascomata, el centro, se llena al principio con un pseudoparenquima transparente (un tipo de tejido hecho de hifas que están retorcidas y enmarañadas) que se disuelve al alcanzar la madurez. Las Lulworthiaceae tienen ascosporas que son tanto filamentosas como transparentes.